# Harige vlieszwam
De harige vlieszwam (Amphinema byssoides) is een schimmel behorend tot de familie Atheliaceae. Hij leeft saprotroof en mycorrhiza-vormend in naaldbos op niet te zure bodem. Hij maakt vruchtlichamen op grof strooisel, op de onderzijde van twijgjes en takken.

## Kenmerken

### Uiterlijke kenmerken
De harige vlieszwam is uitgestrekt, vrij zwak vastgemaakt aan de grond, waarvan hij soms kan worden gescheiden. Het oppervlak is zeer delicaat fluweelachtig, wit, romig, geelachtig of licht oker. Met een loep zijn uitstekende haarachtige cystidia zichtbaar en met het blote oog zijn de kratervormige depressies zichtbaar. De omtrek van vruchtlichamen is meestal vezelig, soms met rhizomorfen.

### Microscopische kenmerken
Hij heeft een monomitisch hyfensysteem. De dunwandige hyfen zijn 3-4,5 μm breed, met septen. Op alle septen van de hyfen zitten gespen. De cystidia zijn talrijk aanwezig, met septen, met fijn ingelegde uiteinden (soms zijn ze over het hele oppervlak ingelegd). Ze hebben een gemiddelde wanddikte en een afmeting van 4,5 × 120 μm. De basidia meten 4,5-5 × 20-25 μm, met vier sterigmata. De sporen zijn kortcilindrische, niet-amyloïde en meten 2,5-3,5 × 4,5-5 μm.

## Verspreiding
In Nederland komt de harige vlieszwam vrij algemeen voor. Hij staat niet op de rode lijst en is niet bedreigd.

## Foto's

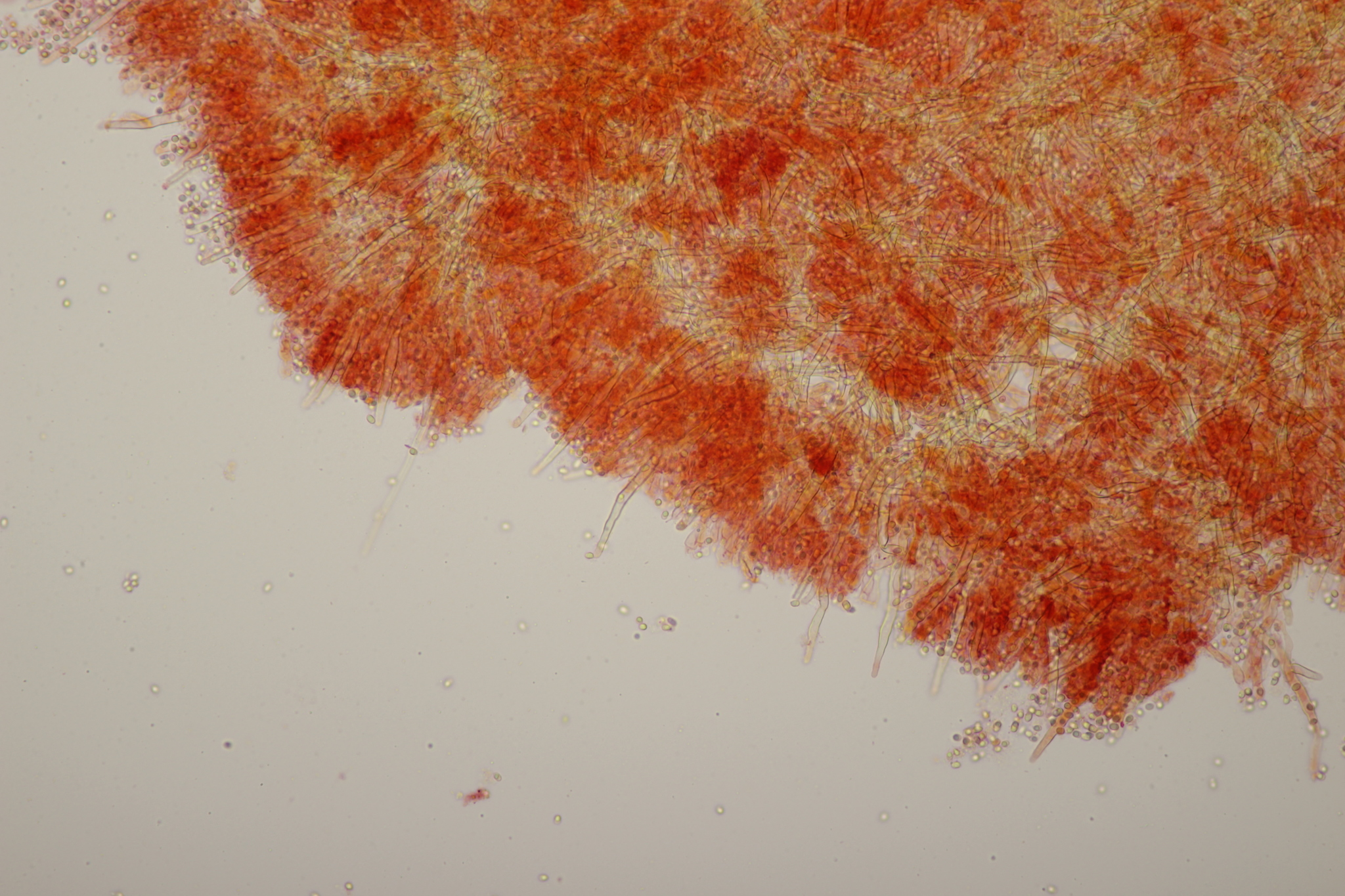
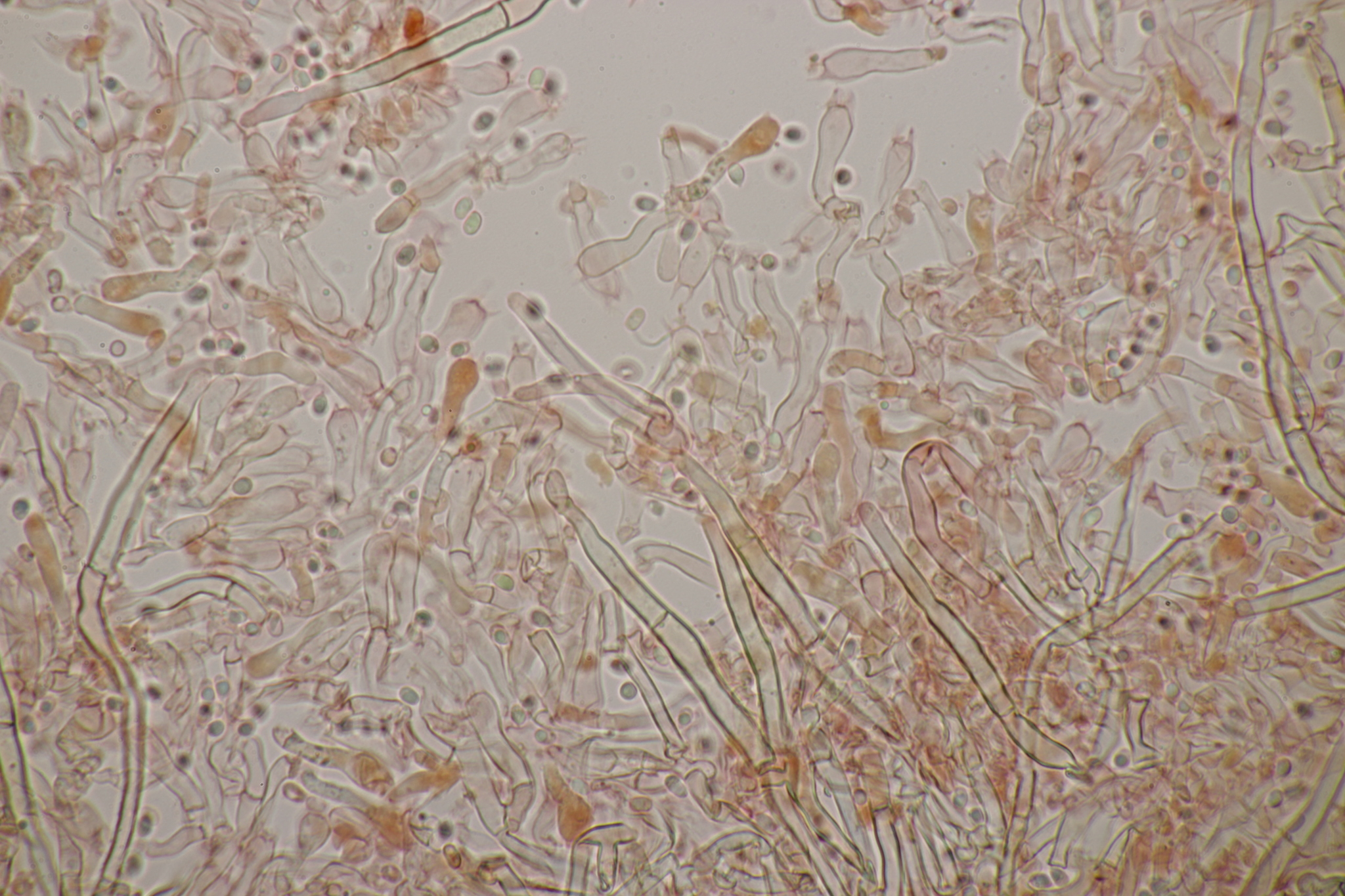
O.a. basidia met sterigmata
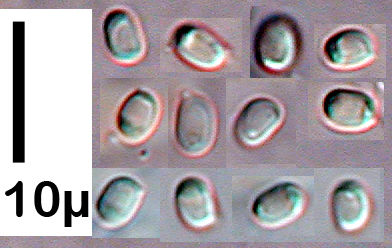
Sporen